# ام بشیر بنت عقبه
ام بشیر بنت عقبه، یا ام بشیر بنت ابی مسعود، از همسران حسن بن علی بن ابی‌طالب است که برای او به نقلی سه فرزند به دنیا آورده‌است. منابع در نام فرزندان او دچار اختلاف شده‌اند و گروهی دختری به نام ام الخیر و فرزندی به نام عقیل و حسن را علاوه بر فرزندان معروف او به نام‌های زید، ام‌الحسن و ام‌الحسین؛ گزارش کرده‌اند. او پیش از حسن بن علی با سعید بن زید بن عمرو و عبدالرحمن بن عبدالله بن ابی‌ربیعه ازدواج کرده بود. او از همسران قبلی خود نیز صاحب فرزند بوده‌است.

## سرگذشت و فرزندان
ام بشیر بنت عقبه با نام کامل ام بشیر بنت ابی مسعود عقبه بن عمرو بن ثعلبه خزرجی یکی از همسران حسن بن علی است. برخی به نام او افزوده‌اند که: ثعلبه بن أسیره بن عمیره بن عطه الأنصاری. در منابعی دیگر، کنیه پدرش را ابومعوذه آورده‌اند. به گزارش ابن عساکر در تاریخ دمشق، در کتاب نسب قریش، نام او را ام بشر آورده‌اند. او برای حسن سه فرزند به نام‌های زید، ام الحسن و ام الحسین به دنیا آورده‌است. برخی منابع از ام الحسین به عنوان فرزند او و حسن بن علی یادی به میان نیاورده‌اند و در مقابل برخی منابع نام یکی از دختران او را ام الخیر گزارش کرده‌اند. در نساء حول اهل البیت اثر فوزی آل سیف، آمده است که عقیل و حسن بن حسن، از فرزندان ام بشیر هستند. گروهی نیز به جای ام الحسین، ام الخیر را گزارش کرده‌اند و به این ترتیب ام الخیر، همان ام الحسین دانسته شده‌است.
او پیش از حسن مجتبی، با سعید بن زید یا سعید بن عبدالرحمن بن عمرو بن نفیل و پس از او با عبدالرحمن بن عبدالله بن ابی ربیعه مخزومی ازدواج کرده‌است. او از همسران قبلی خود نیز صاحب فرزندانی بوده‌است. ابن عساکر آنها را عمر فرزند عبدالرحمن و ام سعید، فرزند سعید بن زید گزارش می‌کند.